# Cha Myung-shin
Cha Myung-shin – południowokoreański zapaśnik w stylu klasycznym. Złoty medalista mistrzostw Azji w 1993 roku.